# Алонсо Беругете
Алонсо Беругете (на испански: Alonso Berruguete) е испански скулптор, художник и архитект.

## Биография
Роден е през 1488 г. в Паредес де Нава, Испания, потомък на художника Педро Беругете (1450 – 1504). Следва във Флоренция и Рим, където работи по Микеланджело и древността. През 1520 г. той се връща в Испания. Карл V го назначава за свой художник и директор на кралските строежи. Беругете създава новия кралски дворец в Гранада.
Умира през 1561 г. в Толедо на 73-годишна възраст.

## Галерия
- Даровете на влъхвите
Национален музей за скулптура
Валядолид
- Приношението на Исаак
Национален музей за скулптура
Валядолид
- Свети Себастиян
Национален музей за скулптура
Валядолид
- Мадоната с младенеца (1510 – 1515)
Palazzo Vecchio
Флоренция
- Саломе (1512 – 16)
Галерия Уфици
Флоренция